# Аталанта (муниципалитет)
Аталанта (порт. Atalanta)  —  муниципалитет в Бразилии, входит в штат Санта-Катарина. Составная часть мезорегиона Вали-ду-Итажаи. Входит в экономико-статистический  микрорегион Итупоранга. Население составляет 3227 человек на 2006 год. Занимает площадь 94,527 км². Плотность населения — 34,1 чел./км².

## История
Город основан 27 декабря 1964 года.

## Статистика
- Валовой внутренний продукт на 2003 составляет 26.939.295,00 реалов (данные: Бразильский институт географии и статистики).
- Валовой внутренний продукт на душу населения на 2003 составляет 8.114,25 реалов (данные: Бразильский институт географии и статистики).
- Индекс развития человеческого потенциала на 2000 составляет 0,810 (данные: Программа развития ООН).